# Église Saint-Briac de Saint-Briac-sur-Mer
L'église Saint-Briac est une église catholique située à Saint-Briac-sur-Mer, en France.

## Localisation
L'église est située dans le département français d'Ille-et-Vilaine, sur la commune de Saint-Briac-sur-Mer.

## Historique
L'édifice est classé au titre des monuments historiques en 1908.
De l'église originelle, il ne subsiste que le clocher-tour (XVIIe siècle). L'église actuelle  occupe l'emplacement d'églises primitives datant du XII-XIIIe siècle et du XVIIeme siècle. La première église était probablement romane. En mauvais état vers 1670, la seconde a été construite à la même place par Alain Labat, maitre picoteur de Guingamp et Bourbriac et constructeur du clocher de Coadout. Cette reconstruction a été en partie financée par les pécheurs de Saint-Briac ayant en échange reçu une autorisation de pêcher des jours chaumés (des maquereaux sculptés ornent d'ailleurs l'extérieur de l'édifice). L'ancienne église se composait d'une nef avec deux collatéraux, d'un transept, d'une abside à pans coupés, et d'un clocher Beaumanoir daté de 1671-1688. La chapelle prohibitive des seigneurs de Pontbriand, comme seigneurs de la Garde, était du côté nord. Une litre aux armes des seigneurs de Pontbriand entourait l'église au XVIIe siècle. Le chœur de l'église renfermait jadis un tombeau élevé appartenant aux seigneurs de la Houlle. L'église se trouvait au centre d'un enclos breton avec un calvaire, un charnier et le cimetière. Vers 1860, l'ancienne église, en bon état mais n'est plus assez somptueuse pour l'époque. Elle est alors démolie ; seule la tour carrée à l'ouest, surmontée d'un clocher, est conservée. Entièrement en granit, il est orné de deux galeries à balustres et coiffé d'un dôme octogonal. Ce genre de construction unique en Ille-et-Vilaine, rappelle certains autres clochers bretons du Trégor d'où venait l'architecte. Il abrite une cloche de 1690 donnée par le seigneur de Pontbriand. Ce clocher a été classé monument historique par arrêté du 28 janvier 1908. 
L'église actuelle est construite en 1867-1868 par les Frangeul, père et fils, architectes à St Malo, . Elle se compose de trois nefs, d'un transept et de trois absides, de style roman moderne. La nef est beaucoup plus haute et le clocher ne la domine plus comme avant.
On voit une très belle statue en bois de St Michel, sur la chaire, qui provient de l'ancienne église. Il existe aussi un trois mats ex-voto accroché au plafond.

## Vitraux
L'église possède quinze vitraux inscrits à l'inventaire des monuments historiques :
- huit vitraux relatant la vie de saint-Briac (atelier Ch. Champigneulle fils de Paris et Cie à Paris vers 1900[4])[5]
- deux vitraux (Saint Jean et Saint Louis, non signés, 1950) au transept nord[6]
- les trois vitraux du chœur (non signés)[7]
- vitraux de l'atelier A. Alleaume[8] de Laval (Sainte famille et Présentation au temple) réalisés en 1928[9]

Vie de saint-Briac
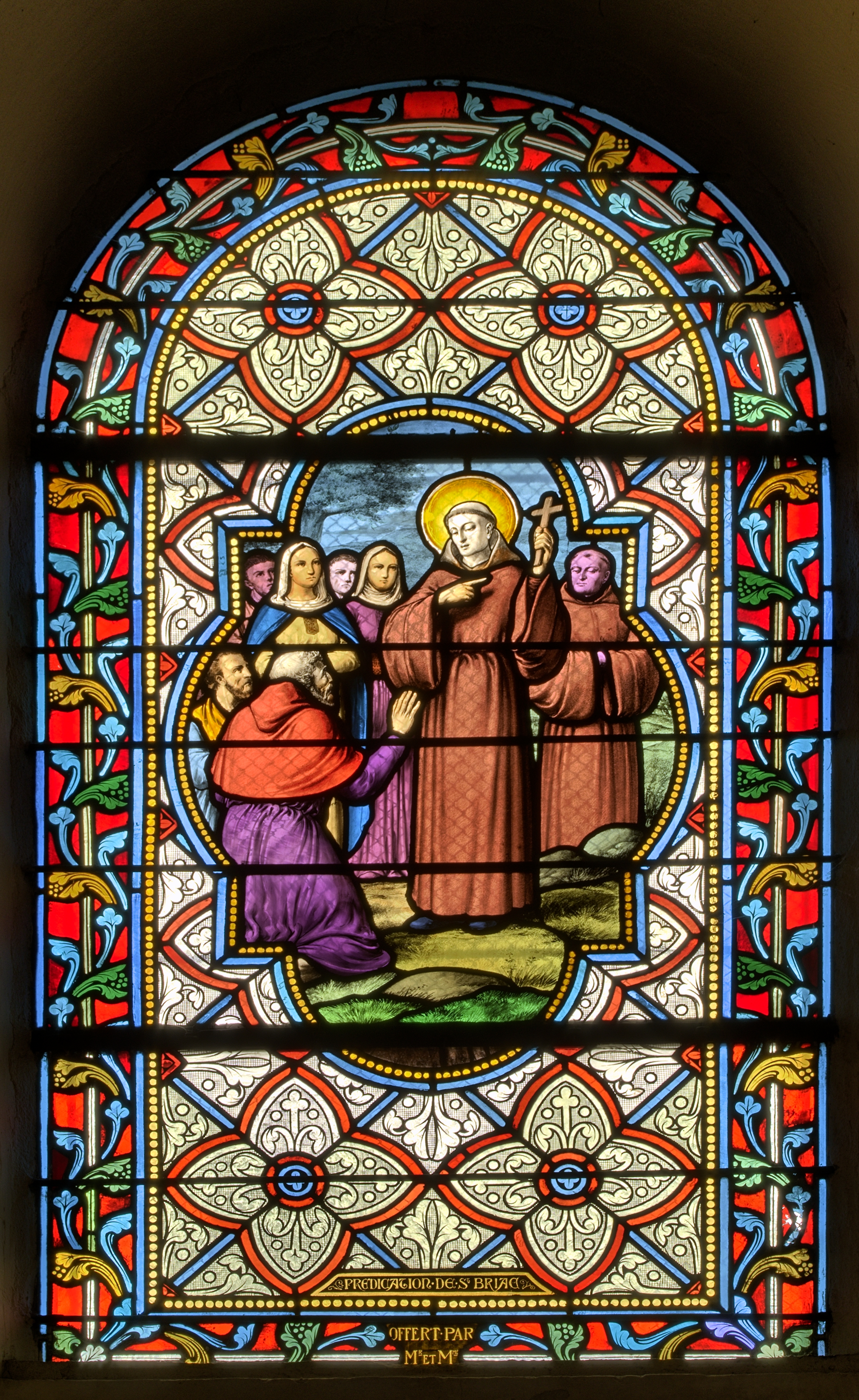
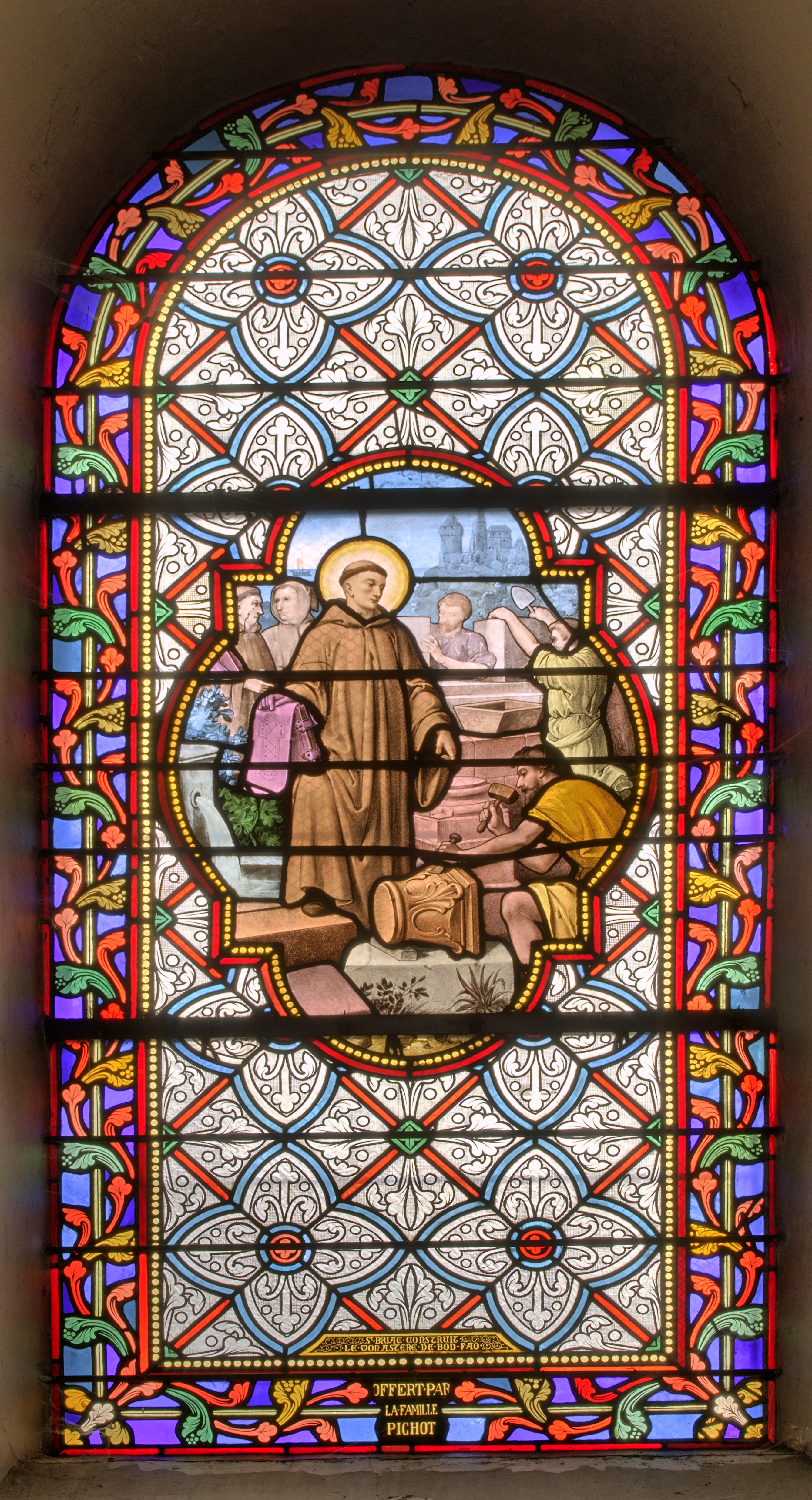
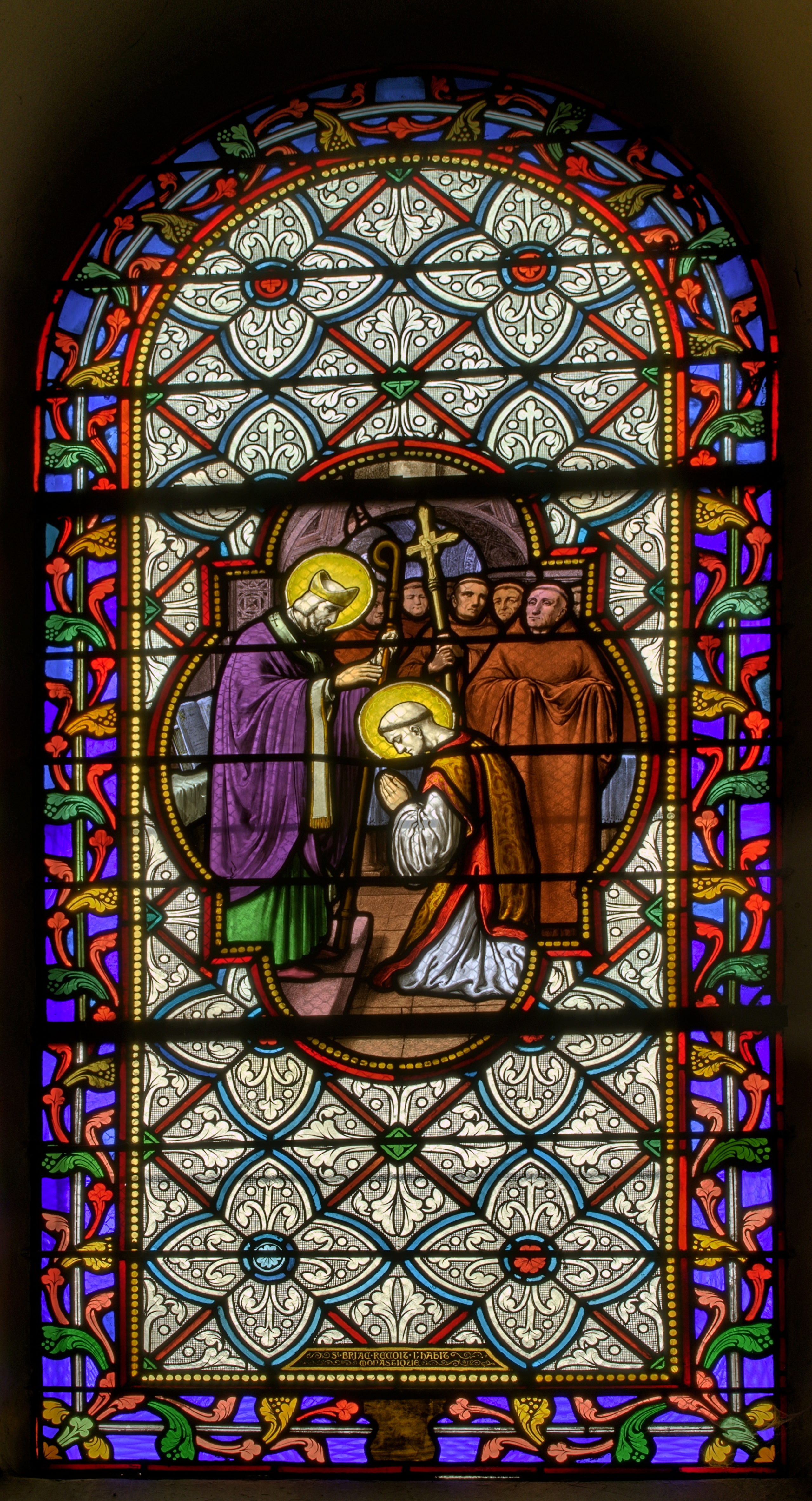
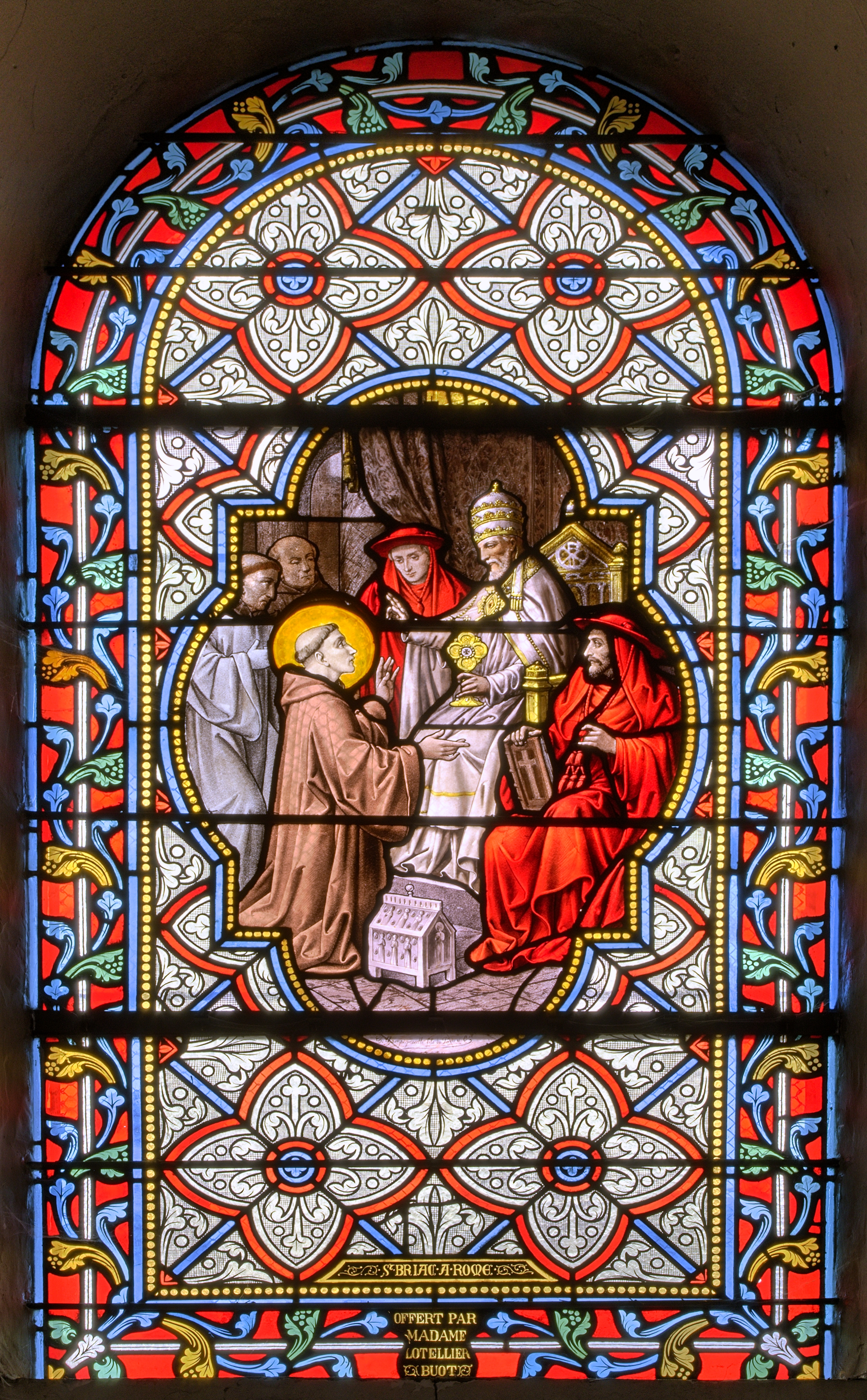

Vitraux de l'atelier A. Alleaume de Laval (1928)
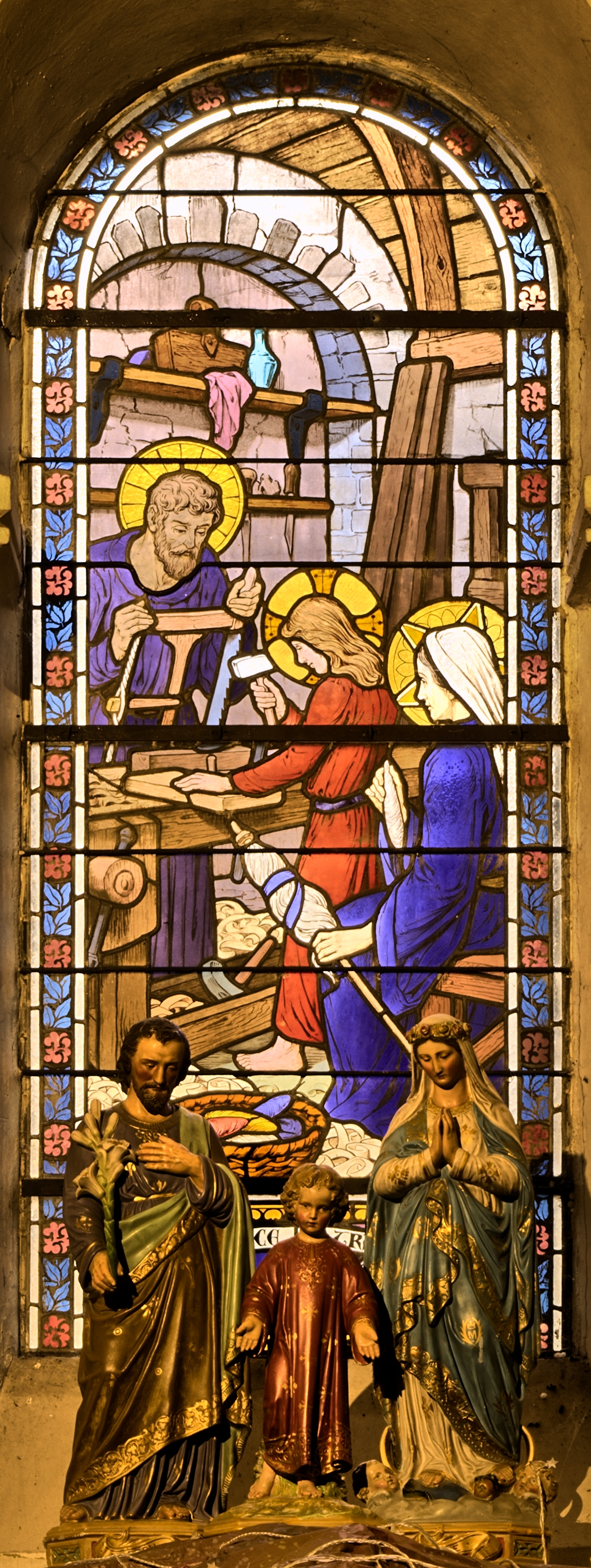
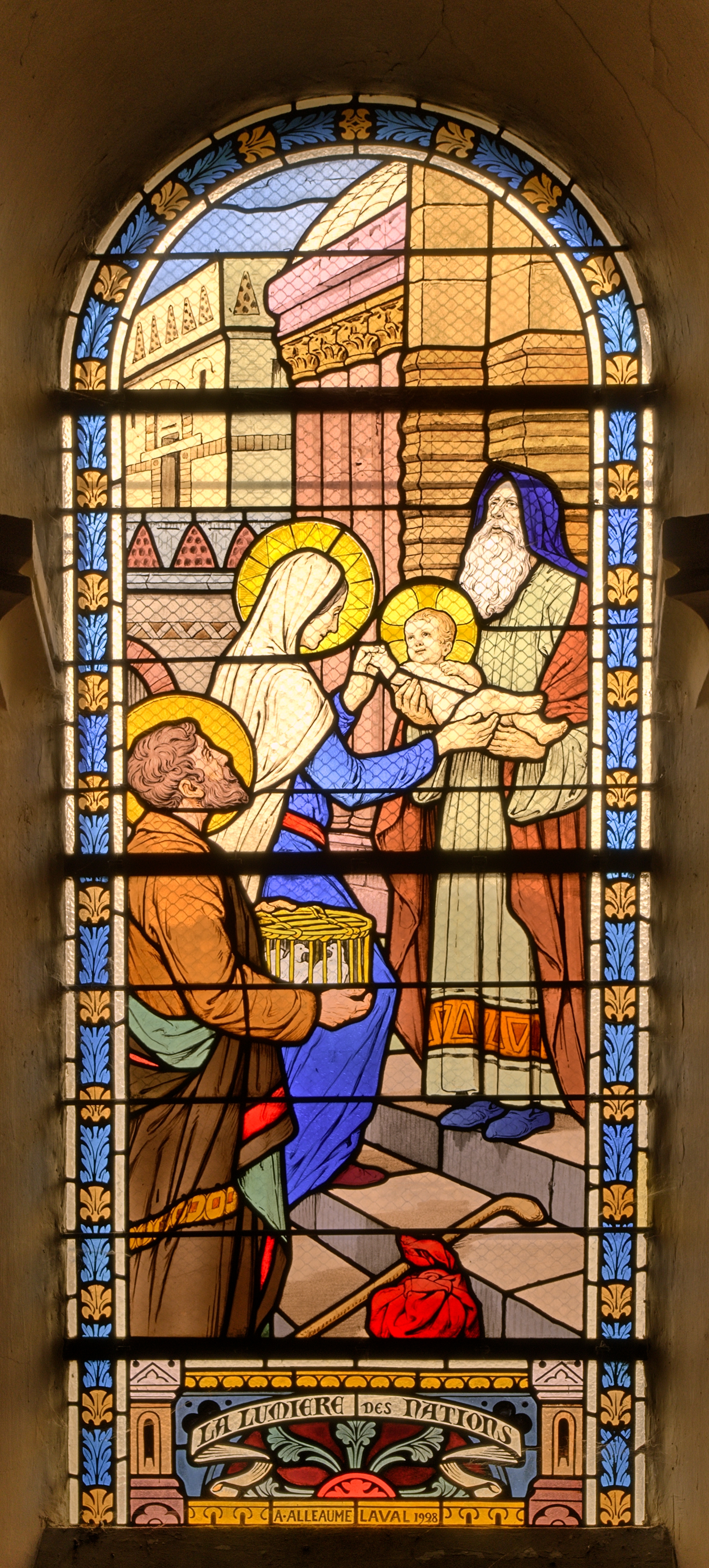